# Chodavaram (district d'Anakapalli)
Chodavaram est une ville du district d'Anakapalli dans l'État d'Andhra Pradesh en Inde. 
Selon le recensement de l'Inde de 2011, la localité compte une population de 20 251 habitants.